# Anton Ogorelec
Anton Ogorelec, slovenski inženir elektrotehnike in univerzitetni profesor, * 23. maj 1924, Reka, † 26. oktober 2020.
Diplomiral je 1950 in doktoriral 1957 na Tehniški fakulteti v Ljubljani z disertacijo Ovojni kratki stik pri trifaznem transformatorju (COBISS) Najprej je bil zaposlen v Tovarni električnih naprav Tela v Ljubljani. Po združitvi dela slovenske elektroindustrije v združeno podjetje Iskra je postal direktor njenega razvojno-raziskovalnega centra -  Zavoda za avtomatizacijo, leta 1971 pa direktor Iskrinega Biroja za avtomatizacijo v energetiki. Od 1960 je predaval na Fakulteti za elektrotehniko in računalništvo v Ljubljani; od 1976-1992 kot redni profesor. Leta 1992 mu je Univerza v Ljubljani podelila naziv zaslužnega profesorja. Bil je med ustanovitelji strokovne revije Avtomatika in njen prvi glavni urednik. Objavil je nad 20 razprav in strokovnih člankov, 4 samostojne publikacije ter sodeloval pri Slovenskem elektrotehniškem slovarju in drugih priročnikih. Njegova bibliografija obsega 129 zapisov. Vodil je več projektov in raziskav med drugimi tudi raziskavi Relejna zaščita in ponovni vklop v elektroenergetskih sistemih nazivne napetosti 10-220 kV v Sloveniji (1966) in Avtomatizacija hidroelektrarn in koordinacija obratovanja elektrarn (1973-1976).

## Odlikovanja in nagrade
Leta 1999 je prejel častni znak svobode Republike Slovenije z naslednjo utemeljitvijo: »za zasluge pri razvoju in uresničevanju programov avtomatizacije v Iskri in širšem slovenskem prostoru«.